# José Ramirez Barreto
Pour les articles homonymes, voir Barreto.
José Ramirez Barreto (né à Porto Alegre, le 3 septembre 1976) est un footballeur brésilien, jouant actuellement dans le club indien de Bhawanipore.

## Biographie
Il est le meilleur buteur du championnat indien lors de la saison 2000-2001 avec 14 buts inscrits.